# Martha My Dear
Martha My Dear – utwór zespołu The Beatles z albumu The Beatles autorstwa duetu Lennon/McCartney napisany przez Paula McCartneya. Utwór został zainspirowany przez owczarka staroangielskiego McCartneya, którego nazwał „Martha”.

## Twórcy
Źródło:
- Paul McCartney – wokal, pianino, basowa, gitara prowadząca, perkusja

Orkiestra:
- Bernard Miller, Dennis McConnell, Lou Sofier, Les Maddox – skrzypce
- Leo Birnbaum, Henry Myerscough – altówki
- Reginald Kilbey, Frederick Alexander – wiolonczele
- Leon Calvert, Stanley Reynolds, Ronnie Hughes – trąbki
- Leon Calvert – skrzydłówka
- Tony Tunstall – waltornia
- Ted Barker – puzon
- Alf Reece – tuba